# Mohammad Ghouchani
Mohammad Ghouchani (Rasht, 22 settembre 1976) è un giornalista iraniano, arrestato dalle autorità iraniane nel clima delle proteste post-elettorali del 2009.

## Biografia
Nato a Rasht nel 1976, si trasferisce a Teheran nel 1998 per studiare scienze politiche all'Università di Teheran e ha cominciato a scrivere per giornali riformisti.
Direttore del quotidiano "Etemad e meli” di Teheran, viene arrestato durante le proteste post-elettorali del 2009, e il giornale temporaneamente chiuso. L'ultimo editoriale prima di venire imprigionato venne ripreso dalle testate internazionali per la testimonianza delle precarie condizioni del giornalismo iraniano: "Augurateci di morire nelle nostre redazioni, quello sarà per noi il giorno della libertà di stampa. [...] Per noi è un desiderio irraggiungibile poter invecchiare facendo questo mestiere. Magari potessimo morire nella nostra redazione. In questi giorni rimanere giornalisti è diventato difficile. Con queste gabbie, con queste censure, questi stipendi da fame, oggi si può rimanere giornalisti? [...] Noi della terza generazione iraniana siamo i più consapevoli della morte, i più calunniati. Sul nostro futuro non governa né ragione, né sentimento, né pietà. Ogni giorno in cui andiamo in redazione non sappiamo se ci sarà un domani. Conoscete forse un mestiere in cui per il più piccolo degli errori tutti i dipendenti vengano impiccati o, se va bene, licenziati? O dove, per un’accusa di 10 anni prima, e dopo 10 anni di carcere, si viene condannati ad altri 10 per lo stesso reato? Solo il giorno in cui vedremo i nostri vecchi giornalisti morire di vecchiaia dietro le loro scrivanie - conclude – sarà il nostro giorno più felice. Solo il giorno in cui moriremo giornalisti, sapremo d’aver vissuto da giornalisti. Dunque, oltre alla morte, non augurate null’altro alla mia generazione. Perché quel giorno sarà il giorno della libertà di stampa in Iran".
Dopo 131 giorni di detenzione, è stato rilasciato su cauzione.